# Longitarsus picicollis
Longitarsus picicollis es una especie de insecto coleóptero de la familia Chrysomelidae. Fue descrita científicamente en 1900 por Weise.